# 2585 Irpedina
2585 Irpedina (1979 OJ15) là một tiểu hành tinh vành đai chính được phát hiện ngày 21 tháng 7 năm 1979 bởi Chernykh, N. ở Nauchnyj.